# The Rembrandts
The Rembrandts er et amerikansk pop/rock-band som blev dannet i 1989 og gik i opløsning i 1997. The Rembrandts er primært kendt for sangen "I'll Be There for You" som er temamelodi til TV-serien Venner, der blev sendt første gang i 1994.
Gruppen blev genforenet i 2000.

## Diskografi
- The Rembrandts (1990)
- Unavngivet album (1992)
- Maybe Tomorrow (1993)
- LP (1995)
- Lost Together (2001)
- Choice Picks (2005)
- Greatest Hits (2006)
- Via Satellite (2019)

| Musikgruppe | Spire Denne artikel om en amerikansk musikgruppe er en spire som bør udbygges. Du er velkommen til at hjælpe Wikipedia ved at udvide den. |